# Maximilian Müger
Maximilian Müger (* 21. Januar 1993 in Langen) ist ein deutscher Politiker (parteilos, zuvor AfD). Seit 2024 ist er Abgeordneter im Hessischen Landtag.

## Leben
Nach dem Abitur an der Weibelfeldschule Dreieich 2012 studierte Müger  von April 2013 bis September 2022 evangelische Theologie an der Universität Frankfurt am Main. Ab Oktober 2022 studierte er Rechtswissenschaften an der Fernuniversität Hagen.

## Politik
Vom April 2018 bis Oktober 2018 war er Projektreferent bei Uwe Schulz MdB (AfD), von Dezember 2018 bis August 2019 Persönlicher Referent von Frank Grobe MdL (AfD) und von September 2019 bis Juni 2023 Pressereferent / Persönlicher Referent Soziales bei Volker Richter MdL (AfD).
Seit dem 11. März 2013 war er Mitglied der AfD. Er war von Mai 2013 bis Mail 2017 stellvertretender Kreissprecher des AfD-Kreisverbandes Offenbach-Land, von Dezember 2017 bis Dezember 2019 Beisitzer im Landesvorstand der AfD Hessen und von Februar 2023 bis September 2024 Ortsvorsitzender des AfD-Ortsverbandes Neu-Isenburg. Von Mai 2023 bis September 2024 war er Kreissprecher des AfD-Kreisverbandes Offenbach-Land. Auch war er stellvertretender Vorsitzender der Jungen Alternative (JA) in Hessen.
Von April 2016 bis April 2021 gehörte er der Stadtverordnetenversammlung Dreieich an und war dort Vorsitzender der AfD-Fraktion. Zwischen April 2016 und April 2021 war er Mitglied des Kreistages des Landkreises Offenbach. Dort war er von April 2016 bis Juli 2019 Schatzmeister und von Juli 2019 bis April 2021 Vorsitzender der AfD-Fraktion. Von November 2016 bis November 2021 war er auch Mitglied der Verbandsversammlung des Landeswohlfahrtsverbandes Hessen und dort Vorsitzender der AfD-Fraktion. Er ist seit September 2019 Vorsitzender der „Stiftung für Alternative Politik Hessen e. V.“ und seit November 2019 Mitglied des Deutschen Akademikerverbandes.
Bei den Landtagswahlen in Hessen 2023 wurde er auf der Landesliste der AfD (Platz 26) in den Hessischen Landtag gewählt, dem er seit dem 18. Januar 2024 angehört. Er ist dort seit dem 6. Februar 2024 Mitglied im Petitionsausschuss und im Rechtspolitischen Ausschuss sowie seit dem 7. Februar 2024 in der Landespersonalkommission.
Anfang September 2024 veröffentlichte Müger auf seinem TikTok-Kanal ein Video, das ihn auf einem polnischen Schießstand mit einem Sturmgewehr schießend zeigt. Er kommentierte dies mit der Aussage, dass in Polen das Sicherheitsgefühl höher sei als in Deutschland, da es dort keine „Talahons und afroarabische Migranten“ gebe, und forderte „Freie Waffen für freie Bürger!“.  Vertreter anderer Parteien verurteilten das Video. Als Folge des Videos musste er den Schützenverein SpSV Breidenbach verlassen. Das hessische Innenministerium äußerte „Zweifel an der waffenrechtlichen Zuverlässigkeit“ von Müger.
Am 6. September 2024 trat Müger aus der AfD und der AfD-Fraktion aus und ist seitdem fraktionsloser Abgeordneter im Landtag.